# Chaîne Thiel
Pour les articles homonymes, voir Thiel.
La chaîne Thiel est un groupe de montagnes de la chaîne Transantarctique. Elle culmine à Anderson Summit, à 2 812 m d'altitude.

## Géographie

### Topographie

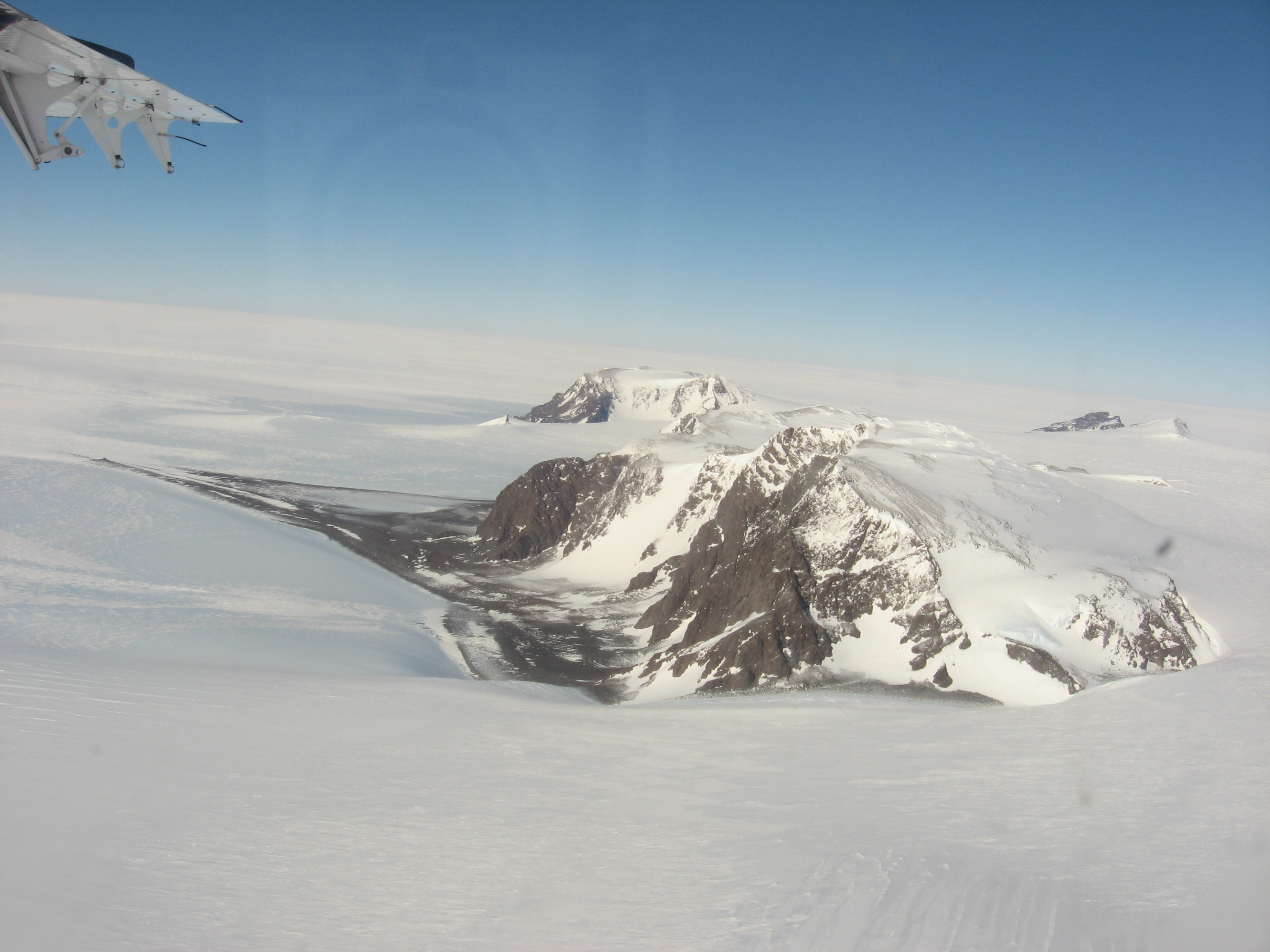
Vue aérienne de la chaîne Thiel.

La chaîne Thiel est un massif isolé, largement recouvert de neige, s'étendant sur 72 kilomètres de long en Antarctique. Ils se situent approximativement entre la chaîne Horlick et la chaîne Pensacola et s'élèvent entre Moulton Escarpment à l'ouest et Nolan Pillar à l'est. Les reliefs majeurs sont constitués par le massif Ford (2 812 m), Bermel Escarpment et un groupe de pics orientaux près de Nolan Pillar.

### Principaux sommets
Les principaux sommets du massif sont les suivants :
- Anderson Summit, 2 812 m ;
- pic Hadley, 2 660 m ;
- Fowler Knoll, 2 465 m ;
- pic Johnson, 2 010 m ;
- nunatak Pagano, 1 830 m.

## Histoire

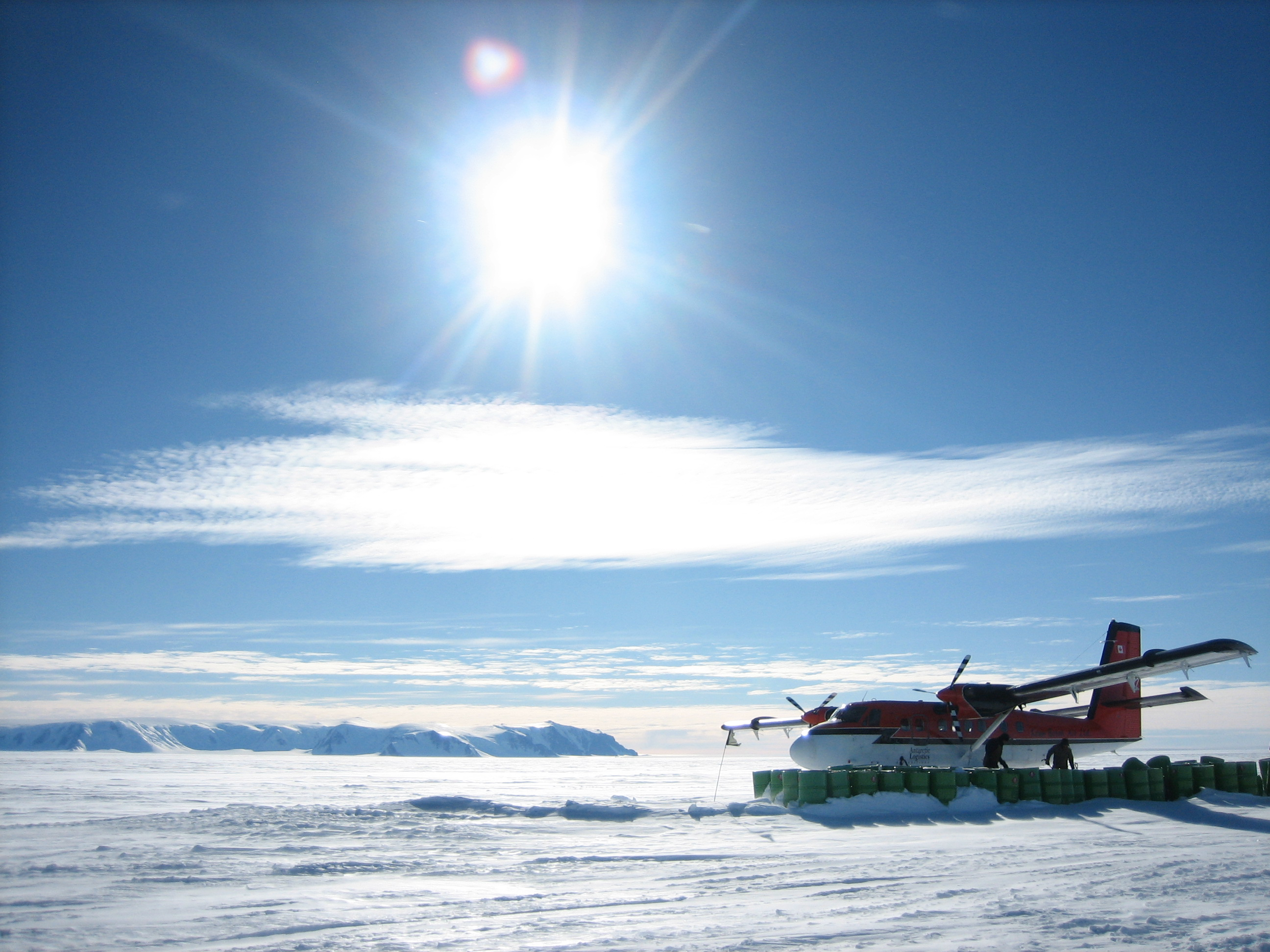
Station de ravitaillement en carburant.

La première observation, accompagnée d'un relevé géographique, a été réalisée lors de l'expédition à la chaîne Horlick par l'United States Antarctic Program (1958-1959). Le massif a été étudié lors des expéditions à la chaîne Thiel (1960-1961 et 1961-1962) par l'United States Geological Survey.
Le massif a été nommé par l'Advisory Committee on Antarctic Names en l'honneur d'Edward C. Thiel, sismologue à la station Ellsworth et lors de l'expédition à la chaîne Pensacola en 1957. En décembre 1959, il réalisa des observations géophysiques aériennes le long du 88e méridien Ouest, incluant des relevés près de ces montagnes. Thiel périt, ainsi que quatre de ses compagnons, le 9 novembre 1961 dans le crash d'un P2V Neptune peu après son décollage de la base antarctique Wilkes.
Un dépôt de carburant pour les avions est situé à 85° 12′ S, 87° 53′ O, près de la chaîne Thiel, afin de permettre la traversée entre le camp privé des Patriot Hills, dans la chaîne Heritage, et la station Amundsen-Scott au pôle Sud.